# 总主教宫 (那不勒斯)

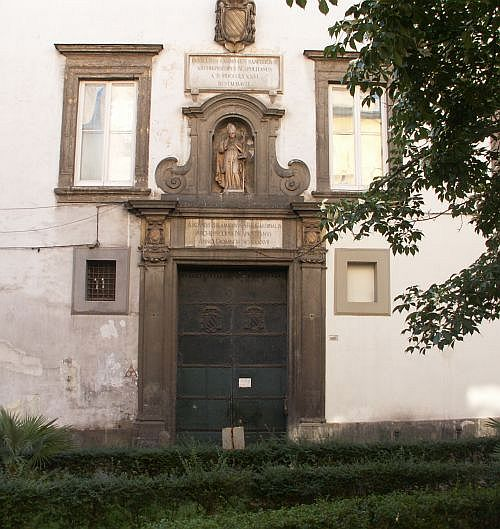
总主教宫

总主教宫（意大利文: Palazzo Arcivescovile）为天主教那不勒斯总教区总主教和枢机主教的驻地，位于意大利那不勒斯的圣母皇后广场（largo Donna Regina），在那不勒斯主教座堂以北一个街区，新圣母皇后堂（Santa Maria Donna Regina Nuova）正对面。
该建筑始建于1389年。目前的建筑主要是1654年重建和扩建的结果，总主教宫前，与新圣母皇后堂之间形成一个小广场。